# シオカゼテンツキ
シオカゼテンツキは、海岸性のテンツキ属の一種である。海岸に密集した株を作る。

## 特徴
シオカゼテンツキ Fimbristylis cymosa R.Br. は、単子葉植物カヤツリグサ科テンツキ属の植物の多年草である。別名シバテンツキとも。
ごく短い根茎は枝分かれして密な株立ちになる。根出葉は多数あり、密生したロゼット状になる。葉は細くて硬く、長さが5-20cm、幅1.5-3mm。両縁はやや内側に巻き、また先端に向けて弓状に反り返る。表面は深緑色でつやがある。葉は枯れても根元に長く残る。
8-10月に花茎が出る。花茎は細くて硬く、根出葉から抜き出て高さ15-40cm、多数が斜め上に出る。花茎の先端の花序は散形で、いくつかの枝はさらに枝を出し、それぞれの先端に小穂をつける。花序の基部の苞は花序より短くて目立たない。
小穂は長楕円形で、あまり尖らない形。長さ3-5mm、幅2mm、錆褐色。果実は倒卵形で長さ1mm弱、熟すと暗褐色になる。柱頭は細く、先端は二つに裂ける。

## 生育環境
海岸性で、高潮線より上の岩の上に生える。砂浜には出ない。
沖縄では海岸近くの岩盤上にコウライシバが優占する天然の芝生が見られるが、そう言ったところにはこの種がよく出現する。芝は匍匐して広がるが、その中にこの種が入ると、密生して反り返る多数の葉が芝を押し返すような格好になり、外から見ると芝生に穴が空いたように見える。この種自身は横に広がらないので、あちこちにこの種が作る穴が点在する格好である。例えば万座毛などでその様子を見ることができる。

## 分布
南方系の種で、日本では関東以南の本州、四国から九州、琉球列島に分布する。国外では中国、インド、インドネシアからオーストラリアにわたる広い分布域をもつ。

## 変異
種内の変異としては以下の二つが日本から知られる。
- クジュウクリテンツキ f. depauperata (T.Koyama) T.Koyama
- タマテンツキ var. umbellatocapitata Hillebr.：花序の枝が短く、花茎の先端に頭状に集まることからこの名がある。宮古島以南の琉球列島、台湾、さらにマレーシアからオーストラリアまで分布する。

## 近縁種等
海岸性のテンツキとしてはビロードテンツキ(F. sericea (Poir.) R.Br.)がある。全体によく似た点が多いが、花茎はより短くて太い。また、名前の由来でもあるが、葉や茎に毛が多い点ではっきりと異なる。それに、この種は海岸でもむしろ砂浜に出現する。
海岸の岩に出るものにはイソヤマテンツキ(F. ferruginea (L.) Vahl var. sieboldii (Miq.) Ohwi)があるが、こちらは根出葉が少なく、真っすぐである。また小穂が7-13mmとはるかに大きくて数が少ない。
その他の海岸性のテンツキ類は大体湿地か干潟に出るものである。

## 利害
特にない。